# Оракул
Ора́кул (лат. oraculum від oro — говорю, прохаю) — у стародавніх греків, римлян, єгиптян та інших народів — жрець, який пророкував майбутнє від імені божества. Також оракулом називалося священне місце, де відбувалося пророкування, і саме пророцтво.
У сучасній мові оракул — той, хто передбачає майбутнє, людина, слова якої визнаються незаперечною істиною. Застарілим значенням також є книга для ворожіння.

## Античні оракули
Греки, римляни, єгиптяни та інші стародавні народи користувалися послугами жерців-оракулів, вірячи, що вони можуть допомогти досягнути успіху та уникнути лих. Зазвичай оракулу повідомлялося питання, з яким він звертався до божества. Явища природи, ворожіння, власні сни чи галюцинації жрець тлумачив як відповідь божества і повідомляв її прохачам. Так, у Додоні волю богів визначали за шелестом листя священного дуба і дзюрчанням струмка, в Делосі — за листям лавра тощо.
До оракулів зверталися не лише приватні особи, а й правителі від імені міст, держав, насамперед грецьких, перед кожним важливим починанням. За порадою оракулів засновувалися міста, здійснювалися військові походи, будівництва храмів. У міфології часто описувалося, що пророкованої оракулом долі неможливо уникнути.
Більшість грецьких оракулів була присвячена богу Аполлону та звалася аполлонівськими чи часто екстатичними (через традиційне впадання жерця Аполлона в екстаз). Вони існували в містах та місцевостях: Дельфах, Делосі, Афінах, Фівах, Беотії, Аргосі та численних інших. Найславетнішим був Дельфійський, розташований біля підніжжя двох скель Федріад Парнаського пасма. У найсвятішому місці тамтешнього храму — так званому адітоні, яке, напевне, було печерою — на триніжку серед задушливих випарів сиділа піфія. Вчадівши, піфія в екстазі багатослівно й безладно відповідала на поставлені запитання. Спеціальні жерці складали з тих слів вірші гекзаметром, які часто мали двозначний або туманний зміст.
Оракули Додони, Олімпії віщували від імені Зевса. На відміну від Додони, де тлумачилися шелест листя і дзюрчання води, в Олімпії відповідь бога шукали у формі й кольорі нутрощів принесених в жертву тварин, горінні підношень. У Лівії, в оазі Сива, жерці тлумачили як відповіді розхитування ідола Зевса-Аммона, якого носили під час процесії жерці. В ахейському місті Фари оракулом була статуя Гермеса. Вважалося, що перше слово, почуте після задання питання статуї, і є відповіддю самого Гермеса.
Відомо про численних оракулів Аполлона в Малій Азії. Популярний Клароський жрець в Колофоні, обраний з певного роду, пив воду з джерела і віршами віщував майбутнє, запитуючи тільки ім'я і кількість прохачів. У місті Патара жрицю замикали на ніч у храмі, де вона тлумачила свої сновидіння.
У святилищах бога Аскелепія і багатьох героїв також тлумачили віщі сни, звані інкубаціями. Особливо славився оракул героя Амфіарая біля міста Ороп. Відвідувачі оракула мусили три дні утримуватися від вживання вина, здійснювати жертвопринесення й очищувальні обряди. Тільки після цього вони могли увійти до храму, щоб отримати уві сні пораду чи застереження бога. У святилищі Плутона в місті Ахаракі не самі відвідувачі тлумачили сновидіння, а спеціальні жерці. В храмі міста Амфіклія, як вважалося, віщі сни жерцям посилає Діоніс, а ті потім тлумачать їх в екстазі.
В оракулі героя Трофонія в місті Лівадія розігрувалося спеціальне дійство. Прохачів попередньо омивали й мастили оліями 13-річні хлопчики. Жерці приводили їх до джерел Забуття і Пам'яті, щоб прохач забув все, що могло його відволікати, але пам'ятав повідомлення божества. Після цього людину одягали в ритуальні пов'язки й взуття та вели до отвору на горі, обнесеного мармуровою стіною. За переказами, невідома сила забирала прохача в глибини землі, де насилала видіння про майбутню долю, а потім викидала на поверхню. Насправді ж самі жерці влаштовували жахаюче видовище, завдяки чому оракул мав славу і постійних відвідувачів. Жерці розпитували прибулого про побачене і вели у святилище Доброго демона і Доброго щастя, де той міг оговтатися. Завдяки оракулу Лівадія за часів Римської імперії стала головним містом Беотії.
В Італії біля міста Куми вірили, що тамтешній оракул викликає тіні мертвих аби розпитати їх про майбутнє. Згідно з переказами, там знаходилося озеро з отруйними випарами, яке вважалося входом до Царства Мертвих. Жерці зображали в хмарах випарів викликаних померлих і відповідали на поставлені питання.
В Греції існували мандрівні пророчиці Сивіли. За різними згадками існувало від однієї до дванадцяти Сивіл. Відомо про фригійську, колонфську, єгипетську та численних інших таких пророчиць. Особливо славилася стара Куманська Сивілла, котра за легендою жила надзвичайно довго і записувала пророцтва на пальмовому ли́сті, формуючи своєрідні книги. «Книги Сивіли» самі з часом виступали оракулами, римляни відкривали їх у випадковому місці, вважаючи перший побачений текст відповіддю на своє питання. Ці записи зберігалися у храмі Юпітера Капітолійського і тлумачилися окрім іншого на прохання римського сенату в часи небезпек для держави.

## Оракули юдеїв
Юдейські первосвященики користувалися святинями урім і туммім, звертаючись до Господа від імені царя чи єврейського народу. Урім і туммім слугували єдиним дозволеним оракулом. Не збереглося точних описів цих артефактів, але дослідники припускають, що це були невеликі камені, які слугували жеребами зі ствердною і заперечною відповідями. Ставлячи питання, первосвященик кидав камені та випалі символи тлумачив як повідомлення від Бога.

## Оракули Китаю
В давньому Китаї, передусім за династії Шан, оракули користувалися кістками й вогнем для ворожінь. Оракул звертався до божеств з питаннями про майбутню погоду, врожай, долю прохача, видряпуючи їх на кістках (найчастіше лопатках биків) чи панцирах черепах. Після цього розжарений залізний штир притискався до кістки й вона розтріскувалася. Утворені тріщини тлумачилися як ієрогліфи і відповідь божества.